# Septibranchia
Die Septibranchia sind eine Ordnung der Muscheln (Bivalvia), die zur Überordnung Anomalodesmata innerhalb der Unterklasse Autolamellibranchiata gestellt wird. Die ältesten Vertreter dieser Gruppe sind aus der Oberen Kreide bekannt.

## Charakteristika
Die Ordnung ist durch Gehäuse mit meist ungleichen Klappen charakterisiert, deren Hinterende oft verlängert ist. Die Schale ist aragonitisch mit perlmuttrig-prismatischen Mikrostrukturen. Das Schloss ist weitgehend reduziert. Das Ligament befindet sich intern und besitzt Stützen. Das kennzeichnende Merkmal dieser Gruppe sind die sog. „septibranchen“ Kiemen. Nach neueren Untersuchungen könnte dieser Kiementyp aber auch konvergent innerhalb der Anomalodesmata entstanden sein.

## Lebensweise
Die Vertreter der Ordnung Septibranchia haben eine für Muscheln sehr ungewöhnliche Lebensweise entwickelt: Sie leben räuberisch von kleinen Krebschen. Grundlage für den Beutefang ist die als muskulöses Septum ausgebildete Kieme, durch welche die Mantelhöhle in zwei Kammern eingeteilt ist und die einen abrupten kräftigen Wassereinstom ermöglicht. Die Tiere leben überwiegend eingegraben im weichen Sediment und strecken nur die großen Siphonen über die Sedimentoberfläche. Schwimmt nun ein kleines Krebschen in die Nähe dieser Siphonen, wird durch Tastsinnesorgane an der Oberfläche der Siphonen beziehungsweise auf sensorischen Tentakeln ein Reiz ausgelöst. Während die Verticordiidae ihre Beute mit klebrigen Tentakeln fangen, gelangt sie bei den Poromyidae und Cuspidariidae mithilfe des Einstromsiphos in die Mantelhöhle, indem die Muschel durch Kontraktion des Septums plötzlich eine größere Menge an Wasser mit diesem auch das Krebschen einsaugt. Die Klappe an der Basis des Sipho verhindert ein Entweichen. Poromya granulata kann seinen Einstromsipho haubenartig über das Beutetier stülpen und sodann einziehen. Auf diese Weise in die Mantelhöhle befördert, wird das Opfer mit den Labialpalpen in den Mund geführt und mithilfe des muskulösen Oesophagus verschlungen. Die Verdauung der Proteine mithilfe einer starken Protease erfolgt im Magen der Muschel.

## Systematik
Die Ordnung enthält folgende Überfamilien:
- Verticordioidea Stoliczka, 1870
- Poromyoidea Dall, 1886
- Cuspidarioidea Dall, 1886